# دالي غارلاند
دالي غارلاند (بالإنجليزية: Dale Garland)‏ هو منافس ألعاب قوى بريطاني، ولد في 13 أغسطس 1980 في غيرنزي.

## وصلات خارجية
- دالي غارلاند على موقع الاتحاد الدولي لألعاب القوى (الإنجليزية)
- دالي غارلاند على موقع اللجنة الأولمبية الدولية (الإنجليزية)
- دالي غارلاند على موقع أوليمبيديا (الإنجليزية)
- دالي غارلاند على موقع اتحاد ألعاب الكومنولث (مؤرشف) (الإنجليزية)